# The Flying Nun
The Flying Nun är en amerikansk komediserie från 1967–1970.
Sally Field spelade huvudrollen som syster Bertrille.